# Tri-nations 2002
Navigation
Tri-nations 2001 Tri-nations 2003
Le Tri-nations 2002 a été remporté par la Nouvelle-Zélande.

## Les matchs
| 13 juillet | Christchurch  | Nouvelle-Zélande | 12 – 6  | Australie        |
| 20 juillet | Wellington    | Nouvelle-Zélande | 41 – 20 | Afrique du Sud   |
| 27 juillet | Brisbane      | Australie        | 38 – 27 | Afrique du Sud   |
| 3 août     | Sydney        | Australie        | 16 – 14 | Nouvelle-Zélande |
| 10 août    | Durban        | Afrique du Sud   | 23 – 30 | Nouvelle-Zélande |
| 17 août    | Johannesbourg | Afrique du Sud   | 33 – 31 | Australie        |

## Classement final
| Rang | Pays             | J | V | N | D | Bo | Bd | Pm  | Pe  | Diff | Pts |
| ---- | ---------------- | - | - | - | - | -- | -- | --- | --- | ---- | --- |
| 1    | Nouvelle-Zélande | 4 | 3 | 0 | 1 | 2  | 1  | 97  | 65  | +32  | 15  |
| 2    | Australie (T)    | 4 | 2 | 0 | 2 | 1  | 2  | 91  | 86  | +5   | 11  |
| 3    | Afrique du Sud   | 4 | 1 | 0 | 3 | 2  | 1  | 103 | 140 | -37  | 7   |

|  | Vainqueur de la compétition (no 1). |
|  | T : Tenant du titre 2001            |

Attribution des points : victoire sur tapis vert : 5, victoire : 4, match nul : 2, défaite : 0, forfait : -2 ; plus les bonus (offensif : 3 essais de plus que l'adversaire ; défensif : défaite par 7 points d'écart ou moins).
Règles de classement : ?

## Acteurs

### Arbitres
| FIRA-AER                     | FORU                               | CAR                              |
| ---------------------------- | ---------------------------------- | -------------------------------- |
| - Steve Lander - Dave McHugh | - Stuart Dickinson - Paddy O'Brien | - André Watson - Jonathan Kaplan |

## Les matchs

### Nouvelle-Zélande - Australie
Résultat
| Équipes            | Nouvelle-Zélande – Australie   |
| Score              | 12-6 (6-3)                     |
| Date               | 13 juillet 2002                |
| Stade              | Lancaster Park à Christchurch  |
| Arbitre            | Jonathan Kaplan                |
| Évolution du score | 3-0, 3-3, 6-3, 9-3, 9-6, 12-6. |
| Nouvelle-Zélande   | 4 pénalités de Mehrtens.       |
| Australie          | 2 pénalités de Burke.          |

Composition des équipes
- Nouvelle-Zélande
  - Titulaires : 15 Christian Cullen, 14 Doug Howlett, 13 Mark Robinson, 12 Aaron Mauger, 11 Caleb Ralph, 10 Andrew Mehrtens, 9 Justin Marshall, 8 Scott Robertson, 7 Richie McCaw, 6 Reuben Thorne (cap.), 5 Chris Jack, 4 Simon Maling, 3 Greg Somerville, 2 Mark Hammett, 1 David Hewett.
  - Remplaçants : 16 Tom Willis, 17 Joe McDonnell, 18 Royce Willis, 19 Sam Broomhall, 20 Byron Kelleher, 21 Daryl Gibson, 22 Ben Blair.
- Australie
  - Titulaires : 15 Chris Latham, 14 Ben Tune, 13 Matt Burke, 12 Dan Herbert, 11 Stirling Mortlock, 10 Stephen Larkham, 9 George Gregan (cap.), 8 Toutai Kefu, 7 George Smith, 6 Owen Finegan, 5 Justin Harrison, 4 Nathan Sharpe, 3 Patricio Noriega, 2 Jeremy Paul, 1 Bill Young.
  - Remplaçants : 16 Brendan Cannon, 17 Ben Darwin, 18 Matthew Cockbain, 19 David Lyons, 20 Chris Whitaker, 21 Elton Flatley, 22 Mat Rogers.

### Nouvelle-Zélande - Afrique du Sud
Résultat
| Équipes            | Nouvelle-Zélande – Afrique du Sud                                                                                                   |
| Score              | 41-20 (21-13) |
| Date               | 20 juillet 2002 |
| Stade              | Westpac Stadium à Wellington |
| Arbitre            | Stuart Dickinson Australie |
| Évolution du score | 3-0, 6-0, 11-0, 11-7, 11-10, 14-10, 14-13, 21-13, 28-13, 31-13, 31-20, 36-20, 41-20.                                                |
| Nouvelle-Zélande   | 5 essais de Hammett, Howlett, Marshall, Robertson, Thorne 2 transformations de Mehrtens 3 pénalités de Mehrtens 1 drop de Mehrtens. |
| Afrique du Sud     | 2 essais de Joubert, Greeff 2 transformations de Pretorius 1 pénalité de Pretorius 1 drop de Greeff.                                |

Composition des équipes
- Nouvelle-Zélande
  - Titulaires : 15 Christian Cullen, 14 Doug Howlett, 13 Mark Robinson, 12 Aaron Mauger, 11 Caleb Ralph, 10 Andrew Mehrtens, 9 Justin Marshall, 8 Scott Robertson, 7 Richie McCaw, 6 Reuben Thorne (cap.), 5 Chris Jack, 4 Simon Maling, 3 Greg Somerville, 2 Mark Hammett, 1 David Hewett.
  - Remplaçants : 16 Tom Willis, 17 Joe McDonnell, 18 Royce Willis, 19 Sam Broomhall, 20 Byron Kelleher, 21 Tana Umaga, 22 Jonah Lomu.
- Afrique du Sud
  - Titulaires : 15 Werner Greeff, 14 Stefan Terblanche, 13 Marius Joubert, 12 De Wet Barry, 11 Dean Hall, 10 Andre Pretorius, 9 Bolla Conradie, 8 Bobby Skinstad, 7 Joe van Niekerk, 6 Corne Krige (cap.), 5 Victor Matfield, 4 Jannes Labuschagne, 3 Willie Meyer, 2 James Dalton, 1 Lawrence Sephaka.
  - Remplaçants : 16 Ollie Le Roux, 17 Faan Rautenbach, 18 AJ Venter, 19 Hendro Scholtz, 20 Neil de Kock, 21 Adrian Jacobs, 22 Breyton Paulse.

### Australie - Afrique du Sud
Résultat
| Équipes            | Australie – Afrique du Sud                                                                                 |
| Score              | 38-27 (27-10)                                                                                              |
| Date               | 27 juillet 2002                                                                                            |
| Stade              | Suncorp Stadium à Brisbane                                                                                 |
| Arbitre            | Steve Lander Angleterre                                                                                    |
| Évolution du score | 7-0, 10-0, 10-3, 17-3, 20-3, 20-10, 27-10, 30-10, 30-15, 33-15, 33-22, 33-27, 38-27.                       |
| Australie          | 4 essais de Latham (2), Mortlock, Tune 3 transformations de Matt Burke 4 pénalités de Burke (3), Mortlock. |
| Afrique du Sud     | 4 essais de Joubert (2), Russell, Skinstad 2 transformations de Pretorius 1 pénalité de Pretorius.         |

Composition des équipes
- Australie
  - Titulaires : 15 Chris Latham, 14 Ben Tune, 13 Matt Burke, 12 Dan Herbert, 11 Stirling Mortlock, 10 Stephen Larkham, 9 George Gregan (cap.), 8 Toutai Kefu, 7 George Smith, 6 Owen Finegan, 5 Justin Harrison, 4 Nathan Sharpe, 3 Patricio Noriega, 2 Jeremy Paul, 1 Bill Young.
  - Remplaçants : 16 Brendan Cannon, 17 Ben Darwin, 18 Matthew Cockbain, 19 David Lyons, 20 Chris Whitaker, 21 Elton Flatley, 22 Matt Rogers.
- Afrique du Sud
  - Titulaires : 15 Werner Greeff, 14 Stefan Terblanche, 13 Marius Joubert, 12 De Wet Barry, 11 Breyton Paulse, 10 Andre Pretorius, 9 Bolla Conradie, 8 Bobby Skinstad, 7 Joe van Niekerk, 6 Corne Krige (cap.), 5 Victor Matfield, 4 Jannes Labuschagne, 3 Willie Meyer, 2 James Dalton, 1 Lawrence Sephaka.
  - Remplaçants : 16 Delarey du Preez, 17 Ollie Le Roux, 18 AJ Venter, 19 Hendro Scholtz, 20 Neil de Kock, 21 Adrian Jacobs, 22 Brent Russell.

### Afrique du Sud - Australie
Résultat
| Équipes            | Afrique du Sud – Australie                                                                         |
| Score              | 33-31 (14-9)                                                                                       |
| Date               | 17 août 2002                                                                                       |
| Stade              | Ellis Park à Johannesbourg                                                                         |
| Arbitre            | Paddy O'Brien Nouvelle-Zélande                                                                     |
| Évolution du score | 0-3, 7-3, 7-6, 14-6, 14-9, 19-9, 19-16, 19-21, 26-21, 26-24, 26-31, 33-31.                         |
| Afrique du Sud     | 5 essais de Paulse (2), Russell, van Niekerk, Greeff 4 transformations de Greeff.                  |
| Australie          | 3 essais de Cannon, Kefu, Rogers 2 transformations de Burke 3 pénalités de Burke 1 drop de Gregan. |

Composition des équipes
- Afrique du Sud
  - Titulaires : 15 Werner Greeff, 14 Breyton Paulse, 13 Marius Joubert, 12 De Wet Barry, 11 Dean Hall, 10 Brent Russell, 9 Neil de Kock, 8 Bobby Skinstad, 7 Joe van Niekerk, 6 Corne Krige (cap.), 5 AJ Venter, 4 Jannes Labuschagne, 3 Willie Meyer, 2 James Dalton, 1 Lawrence Sephaka.
  - Remplaçants : 16 Ollie Le Roux, 17 Faan Rautenbach, 18 Victor Matfield, 19 Hendro Scholtz, 20 Bolla Conradie, 21 Adrian Jacobs, 22 Stefan Terblanche.
- Australie
  - Titulaires : 15 Chris Latham, 14 Ben Tune, 13 Matt Burke, 12 Dan Herbert, 11 Stirling Mortlock, 10 Stephen Larkham, 9 George Gregan (cap.), 8 Toutai Kefu, 7 George Smith, 6 Owen Finegan, 5 Justin Harrison, 4 Nathan Sharpe, 3 Ben Darwin, 2 Jeremy Paul, 1 Bill Young.
  - Remplaçants : 16 Brendan Cannon, 17 Rod Moore, 18 Matthew Cockbain, 19 David Lyons, 20 Chris Whitaker, 21 Elton Flatley, 22 Mat Rogers.

## Statistiques

### Meilleur marqueur
| Rang | Joueur         | Club             | Poste | Essais |
| ---- | -------------- | ---------------- | ----- | ------ |
| 1    | Marius Joubert | Afrique du Sud   |       | 3      |
| 2    | Chris Latham   | Australie        |       | 2      |
| -    | Mat Rogers     | Australie        |       | 2      |
| -    | Brent Russell  | Afrique du Sud   |       | 2      |
| -    | Breyton Paulse | Afrique du Sud   |       | 2      |
| -    | Werner Greeff  | Afrique du Sud   |       | 2      |
| -    | Doug Howlett   | Nouvelle-Zélande |       | 2      |

### Meilleur réalisateur
| Rang | Joueur          | Équipe           | Poste | Points | Essais | Transf. | Pén. | Drops |
| ---- | --------------- | ---------------- | ----- | ------ | ------ | ------- | ---- | ----- |
| 1    | Andrew Mehrtens | Nouvelle-Zélande |       | 47     | 0      | 4       | 12   | 1     |
| 2    | Matt Burke      | Australie        |       | 40     | 0      | 5       | 10   | 0     |
| 3    | Andre Pretorius | Afrique du Sud   |       | 32     | 1      | 6       | 4    | 1     |
| 4    | Werner Greeff   | Afrique du Sud   |       | 21     | 2      | 4       | 0    | 1     |